# Glochidion leptostylum
Glochidion leptostylum är en emblikaväxtart som beskrevs av Airy Shaw. Glochidion leptostylum ingår i släktet Glochidion och familjen emblikaväxter. Inga underarter finns listade i Catalogue of Life.